# 혜문 (1973년)
김영준(1973년 2월 ~ )은 대한민국의 불교 수행자이자, 문화재 반환 운동가이다. 불교 승려로 활동할 당시의 법명은 혜문(慧門)이었다. 문화재제자리찾기의 대표를 맡고 있다.
현재 승려생활에서 환속(還俗)하고 비승비속의 불교 수행을 하면서 문화재 반환운동에 계속 참여하고 있다.

## 생애
1995년 성균관대학교 사학과를 학사 학위했다. 졸업 이후 한 대기업에 입사했으나 적성과 안 맞아다고 해 약 1년 만에 그만두고 성균관대 대학원 국문학과 문학석사 과정에 진학했다고 한다. 1998년 조계종 봉선사로 출가했다. 출가한 후 철웅스님 상좌가되어 월운 시봉했으며 그 과정에서 조계종이 승려가 되기 위해 공식적으로 요구하고 있는 절차인 비구계를 이수하지 않았다고 한다. 2006년부터는 시민단체 문화재제자리찾기 대표로 일했다. 2006년 일본 도쿄대학교가 소장하고 있던 <조선왕조실록> 오대산본 47권 환수부터 2011년 일본 궁내청이 소장하고 있던 <조선왕실의궤>(1205권) 환수에도 기여한 바가 있다.

## 경력
- 문화재제자리찾기 사무총장
- 조선왕실의궤환수위원회 사무처장
- 조선왕실의궤환수위원회 간사
- 봉선사 총무과 과장

## 수상
- 2011년 KBS 감동대상 아이러브코리아상
- 2012년 국민훈장 목련장
- 2013년 다산대상 문화예술 부문

## 저서
- 《조선을 죽이다》. 동국대학교출판부. 2009년. ISBN 9788978012539
- 《의궤》. 동국대학교출판부. 2011년. ISBN 9788978013246
- 《빼앗긴 문화재를 말하다》. 작은숲. 2012년. ISBN 9788996543091